# Stazione di San Cassiano Valchiavenna
La stazione di San Cassiano Valchiavenna è una fermata ferroviaria posta sulla linea Colico-Chiavenna. Serve il centro abitato di San Cassiano, frazione del comune di Prata Camportaccio.